# Nesticella gracilenta
Espèce
Nesticella gracilenta est une espèce d'araignées aranéomorphes de la famille des Nesticidae.

## Distribution
Cette espèce est endémique du Guizhou en Chine,. Elle se rencontre dans le xian de Puding dans la grotte Jinqian.

## Description
Le mâle holotype mesure 2,6 mm et la femelle paratype 2,8 mm.

## Publication originale
- Liu & Li, 2013 : New cave-dwelling spiders of the family Nesticidae (Arachnida, Araneae) from China. Zootaxa, no 3613, p. 501-547.